# Halsbandara
Der Halsbandara (Primolius auricollis) auch Goldnackenara ist eine südamerikanische Papageienart aus der Gattung der Kleinaras (Primolius) innerhalb der Familie der Eigentlichen Papageien (Psittacidae). Das Artepitheton auricollis wurde aus dem Lateinischen abgeleitet (aurum = Gold; collum = Nacken).

## Merkmale
Der Halsbandara ist für einen Ara ist mit einer Körperlänge von 38 Zentimetern relativ klein. Sein Körper ist langgestreckt. Das Gefieder ist überwiegend grün. Der Schwanz ist lang und dünn, die Flügel sind sehr breit. Der Vogel hat einen Höcker an der Stirn und einen sehr kräftigen, stark nach unten gebogenen Schnabel. Der Nacken ist gelb, die Schwanzoberseite hat eine dunkle Farbe, die Unterseite desselben ist gelbgrau. Die Handschwingen, die Schirmfedern und der Daumenfittich sind ebenfalls blau, jedoch etwas heller. Die Stirn und die Kehle des Halsbandaras sind schwarz. Das gesamte Gesicht ist unbefiedert, die Gesichtshaut ist weiß bis gelbweiß. Die Füße der Jungtiere sind dunkelgrau, die der Altvögel sind fleischfarben. Die Iris des Vogels ist rot.

## Lebensraum und Verbreitung
Der Halsbandara hat ein relativ kleines Verbreitungsgebiet im zentralen Südamerika, von Südbrasilien über Nord- und Ost-Bolivien und Nord-Paraguay bis nach Nordwest-Argentinien.

Verbreitungsgebiet des Halsbandara

Wie bei fast allen Papageienarten befindet sich auch der Bestand des Halsbandaras im starken Rückgang, da sein Verbreitungsgebiet von Landwirtschaft und Industrie stark bedroht wird. Insgesamt wird der Halsbandara von der IUCN als Least Concern (nicht gefährdet) geführt.
Die Lebensräume des Goldnackenaras stellen tropische bis subtropische Wälder entlang der Flussläufe, und offene Halbsavannen dar. Insgesamt ist der Halsbandara sehr anpassungsfähig und wurde bis in eine Höhe von 2000 Metern beobachtet.

## Lebensweise und Ernährung
Es gibt nur sehr wenige Berichte in der Fachliteratur über die Lebensweise der Halsbandaras. Es wurden Gruppen mit über 100 Vögel beobachtet. Sie brüten im Dezember in Baumhöhlen, diese werden auch als Schlafplatz gewählt; ein Gelege umfasst zwei bis vier Eier.
Die Ernährung ist vielfältig und beinhaltet verschiedene Früchte, Sämereien, Nüsse und Beeren. Außerdem sucht der Ara regelmäßig Lehmwände, die sogenannten Lehmlecken auf, die nach neueren Forschungen nicht der Mineralaufnahme, sondern der Neutralisierung von Pflanzengiften dienen.

## Nachzucht und Fortpflanzung
Bis Anfang 1970 war der Halsbandara in Europa ein seltener Papageienvogel. Zwischen 1973 und 1979 kamen größere Importe von Wildfängen nach Europa. Die Erstzucht gelang dem Vogelpark Walsrode in Deutschland  im Jahr 1976. Die Nachzucht ist relativ unproblematisch und inzwischen schon häufig gelungen. Die Brutzeit beträgt 26 Tage, die Nestlingszeit etwa 70 Tage. Der Brutbeginn kündigt sich durch erhöhte Aggressivität und vermehrte Brutkastenbesuche an. Während der Bebrütung leisten die Männchen den Weibchen zeitweise Gesellschaft. Nach dem Schlupf verlieren die Jungen mit etwa 7 Tagen den Erstlingsflaum, mit 9 Tagen verfärbt sich der hornfarbene Schnabel schwarz.

## Systematik
In der Literatur finden sich neben der Einordnung in die Gattung Ara auch die Einordnung in  Propyrrhura als Propyrrhura auricollis. Er wird manchmal auch als Primolius auricollis zusammen mit dem Blaukopfara (Primolius couloni) und dem Rotrückenara (Primolius maracana) in die Gattung Kleinaras (Primolius) gestellt. Die Einordnung in Primolius ist umstritten, da deutliche Ähnlichkeiten zu Ara severa vorhanden sind. Lepperhoff verwendet diese Einordnung in seinem 2004 erschienenen Buch gar nicht.

## Etymologie und Forschungsgeschichte
Die Erstbeschreibung des Halsbandaras erfolgte 1853 durch John Cassin unter dem wissenschaftlichen Namen Ara auricollis. Als Verbreitungsgebiet nannte er Bolivien. 1857 führte Charles Lucien Jules Laurent Bonaparte die Gattung Primolius ein. Der Begriff ehrt Pietro Graf von Primoli di Foglia (1821–1883), der mit Bonapartes Tochter Charlotte Honorine Joséphine Pauline Bonaparte (1832–1901) verheiratet war. Der Artname »auricollis« ist ein Wortgebilde aus lateinisch aurum ‚Gold‘ und lateinisch -collis, collum ‚-halsig, Nacken, Kehle‘. Alfred Laubmann lag ein Exemplar gesammelt durch Hans Krieg (1888–1970) in Puerto Casado während der „Gran-Chaco-Expedition“ für sein Werk Die Vögel von Paraguay vor. Außerdem erwähnte er ein von Alfredo Borelli (1858–1943) gesammeltes und von Tommaso Salvadori beschriebenes Exemplar aus der Colonia von Pedro Risso.